# Apache HTTP Server
Apache HTTP Server, o più comunemente Apache (IPA pronuncia: /aˈpætʃiː/), è il nome di un server web libero sviluppato dalla Apache Software Foundation. È la piattaforma server Web modulare più diffusa, in grado di operare su una grande varietà di sistemi operativi, tra cui UNIX/Linux, Microsoft Windows e OpenVMS. È un software che realizza le funzioni di trasporto delle informazioni, di internetwork e di collegamento, ed ha il vantaggio di offrire funzioni di controllo per la sicurezza come quelle effettuate da un proxy.

## Storia
Il progetto Apache nacque nel 1995. A quel tempo, il server Web più diffuso era il daemon HTTP pubblico sviluppato da Rob McCool al NCSA (National Center for Supercomputing Application), Università dell'Illinois. A partire dal 1994, lo sviluppo di questo server si era fermato perché il suo autore aveva lasciato l'NCSA. Un gruppo di webmaster iniziò perciò a sviluppare in maniera autonoma patch a tale software.
Fu creata una mailing list e, verso la fine di febbraio del 1995, si costituì il primo gruppo di lavoro dell'Apache Group: otto persone (Brian Behlendorf, Roy T. Fielding, Rob Hartill, David Robinson, Cliff Skolnick, Randy Terbush, Robert S. Thau ed Andrew Wilson) presero come punto di partenza la versione 1.3 del daemon HTTP NCSA e aggiunsero una serie di patch e di correzioni. La prima release pubblica di Apache, la 0.6.2, venne distribuita nell'aprile del 1995.
Secondo la leggenda, il nome Apache nascerebbe dal fatto che inizialmente il server era semplicemente una raccolta di patch da applicare al server NCSA e, dal nome amichevole "a patchy server", sarebbe quindi nato Apache. In realtà, il nome fu scelto in onore della tribù di nativi americani Apache, come riportano le domande frequenti sul sito ufficiale del progetto.
Poco dopo nella versione 0.8.8 fu integrata una nuova architettura server, a cui fu dato il nome in codice di Shambala. La versione 1.0 fu pubblicata il 1º dicembre 1995. Nel giro di un anno, la sua diffusione aveva già superato quella del server NCSA da cui era derivato. La versione 2.0 di Apache venne distribuita durante la conferenza ApacheCon, tenutasi nel marzo 2000 a Orlando, in Florida.
Il grande successo di diffusione di questo software è l'indicatore più chiaro della qualità e dell'affidabilità di questo prodotto: secondo un'indagine Netcraft del 2005, su 75 milioni di siti web, circa 52 milioni utilizzavano Apache e ad ottobre 2006 il numero era salito a 60 milioni (69,32% del totale). Apache web server viene utilizzato da 51,01% del totale dei domini italiani registrati.

## Descrizione

### Architettura
Operativamente, l'architettura è composta da un demone - in ambiente UNIX - o da un servizio - in ambiente Microsoft - il quale, sulla base delle impostazioni contenute nel file di configurazione httpd.conf, permette l'accesso a uno o più siti, gestendo varie caratteristiche di sicurezza e potendo ospitare diverse estensioni per pagine attive (o dinamiche), come PHP o Jakarta/Tomcat.

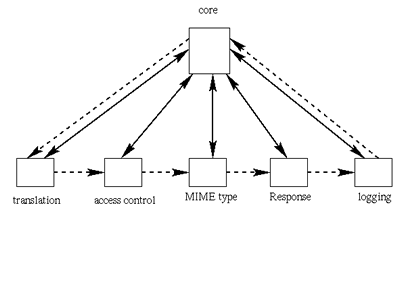
In linea continua il flusso dei dati reale
Tratteggiato il flusso dei dati astratto che forma la pipeline

Il Web Server Apache presenta un'architettura modulare, quindi ad ogni richiesta del client vengono svolte funzioni specifiche da ogni modulo di cui è composto, come unità indipendenti. Ciascun modulo si occupa di una funzionalità, ed il controllo è gestito dal core. 
Al di sopra del ciclo del core un demone esegue un ciclo di polling, attraverso il quale vengono interrogate continuamente le linee logiche da cui possono pervenire messaggi di richiesta. Il core passa poi la richiesta ai vari moduli in modo sequenziale, usando i parametri di uscita di un modulo come parametri di accesso per il successivo, creando così l'illusione di una comunicazione orizzontale fra i moduli (Pipeline software).
Le principali fasi di cui è composto il ciclo sono:
- Translation: traduce la richiesta del client
- Access Control: controlla le richieste in base ai criteri di autorizzazione
- MIME Type: identifica il tipo di contenuto e decide quali moduli possono contribuire a servire la richiesta
- Response: invia la risposta al client e attiva eventuali procedure
- Logging: tiene traccia di tutto ciò che è stato fatto

### Configurazione

#### File httpd.conf
Gli amministratori del server possono configurare le funzionalità del server modificando il file httpd.conf, che è situato nella subdirectory conf della directory indicata durante l'installazione. Attraverso questo file vengono messe a disposizione tutte la libertà offerta dal server, per cui è possibile aggiungere moduli, estensioni, nuovi mime-type ed altro ancora. Per esempio se si volesse aggiungere un modulo bisognerebbe usare questa sintassi:
```
LoadModule
 
nome_modulo
 
percorso_del_file

```

#### File di configurazione .htaccess
Il file .htaccess permette un'ulteriore personalizzazione del webserver a livello di singola directory.
È utilizzato in particolar modo nell'hosting condiviso, per modificare le impostazioni standard fornite dal server stesso.